# روبرت بيرغر (سياسي)
روبرت بيرغر (بالألمانية: Rupert Berger)‏ هو سياسي ألماني، ولد في 10 فبراير 1896 في ألمانيا، وتوفي بنفس المكان في 9 فبراير 1958. حزبياً، نشط في الاتحاد الاجتماعي المسيحي وحزب الشعب البافاري. انتخب عمدة وانتخب عضو مجلس الشورى الموحد لبافاريا.